# Rhucle
Rhucle（ルク）は、日本のトラックメイカー。東京都生まれ。

## 概要
2013年に1stアルバム『The Space Theory Of The Dreams And Phantasms In A Small Box』をリリース。
2015年5月22日にはスウェーデンのレーベル『Self-help Tapes』よりリリースされた『Angel/Silent/Anxiolytic』を皮切りに日本国内に止まらず、世界的に活動。同年5月よりライブ活動を開始。同年8月には、ニューヨークでのライブを成功。その後、東京、埼玉を中心にライブ活動を進めるが、2016年10月・11月は再度ニューヨークでのライブを果たす。
トラックメイカーとしての活動以外にもフォトグラファー、イラストレーター、コラージュアーティストと幅広く活動しており、自身がリリースしたトラックのジャケットを自作していることもある。
2017年4月8日にオフィシャルサイトを開設。これまでのディスコグラフィーや、トラックメイカー以外の活動も記載されている。